# Keith Branagan
Keith Branagan, né le 10 juillet 1966 à Fulham en Angleterre, est un footballeur international irlandais qui évolue au poste de gardien de but. Il est sélectionné une seule fois en 1997. Il fait l'ensemble de sa carrière en Angleterre principalement à Cambridge United, Millwall FC et Bolton Wanderers.

## Carrière

### En club
Keith Branagan joue dans plusieurs clubs anglais tout au long de sa carrière. Trois clubs rassemblent l'essentiel de sa carrière professionnelle.
Branagan signe son premier contrat professionnel au Cambridge United. Après cinq saison, il rejoint le Millwall Football Club. Mais c'est bien avec le Bolton Wanderers Football Club qu'il connait la période la plus faste de sa carrière. Il y dispute 241 match en première (2 saisons) et deuxième division.
C'est avec les Wanderers qu'il se hisse en finale de la coupe de la Ligue en 1995.
En 2000 il rejoint Ipswich Town où il termine sa carrière professionnelle. En octobre 2022 il est contraint d'arrêter sa carrière à cause d'un blessure à l'épaule.
Il passe alors ses diplômes d'entraîneur obtenant la Licence A de l'UEFA.
Après avoir entrainé les gardiens dans différents clubs, Crewe Alexandra et Stockport County, il devient l'entraineur principal d'un école de football à Bolton.

### En équipe nationale
Keith Branagan ne compte qu'une seule et unique sélection en équipe de république d'Irlande de football. Sa sélection a lieu à l'occasion d'un match amical à Cardiff contre le pays de Galles le 17 février 1997, ce jour-là Paul McGrath devient avec 83 sélections l'Irlandais le plus capé.

## Palmarès
- First Division (D2)
  - Vainqueur avec Bolton Wanderers en 1996-1997

## Sources
- (en) Sean Ryan, The Boys In Green : The FAI International Story, Mainstream Publishing, 1997, 224 p. (ISBN 978-1851589395).